# ヨルン・ブーレ
ヨルン・ブーレ（イェルーン・-、Jeroen Boere, 1967年11月18日 - 2007年8月16日）は、オランダ出身の元サッカー選手。ポジションはフォワード。

## 経歴
1985年9月22日、SBVエクセルシオールからFCフローニンゲン戦でプロデビューする。
1998年、大宮アルディージャに入団。大宮での登録名はヨルン。1999年には開幕から11試合で9得点を挙げ、得点源として活躍した。しかし、この年の5月21日、東京・六本木で夫人・友人と食事後、路上で中東系の2人組に襲撃され負傷（左眼球破裂、左眼瞼裂傷、左肘部皮膚裂傷）。左目を摘出、31歳で選手生命を絶たれた。現役生活15シーズンで308試合出場、115ゴール。
引退後はイギリスのエセックスで1999年から2004年までパブを経営。その後スペインに渡って不動産関係の仕事に従事していた。2007年8月16日、スペインの自宅で死去。39歳だった。死因は事故とのみ伝えられている。

## 所属クラブ
- 1985-1987  SBVエクセルシオール
- 1987-1989  デ・フラーフスハップ
- 1988-1991  VVVフェンロー
- 1989-1990  ローダJC
- 1981-1993  ゴー・アヘッド・イーグルス
- 1993-1996  ウェストハム・ユナイテッドFC
- 1993-1994  ポーツマスFC
- 1994-1995  ウェスト・ブロムウィッチ・アルビオンFC
- 1995-1996  クリスタル・パレスFC
- 1996-1998  サウスエンド・ユナイテッドFC
- 1998-1999  大宮アルディージャ

## 個人成績
| 国内大会個人成績 | 国内大会個人成績 | 国内大会個人成績 | 国内大会個人成績 | 国内大会個人成績 | 国内大会個人成績 | 国内大会個人成績 | 国内大会個人成績 | 国内大会個人成績 | 国内大会個人成績 | 国内大会個人成績 | 国内大会個人成績 |
| 年度             | クラブ           | 背番号           | リーグ           | リーグ戦         | リーグ戦         | リーグ杯         | リーグ杯         | オープン杯       | オープン杯       | 期間通算         | 期間通算         |
| 年度             | クラブ           | 背番号           | リーグ           | 出場             | 得点             | 出場             | 得点             | 出場             | 得点             | 出場             | 得点             |
| 日本             | 日本             | 日本             | 日本             | リーグ戦         | リーグ戦         | リーグ杯         | リーグ杯         | 天皇杯           | 天皇杯           | 期間通算         | 期間通算         |
| ---------------- | ---------------- | ---------------- | ---------------- | ---------------- | ---------------- | ---------------- | ---------------- | ---------------- | ---------------- | ---------------- | ---------------- |
| 1998             | 大宮             |                  | 旧JFL            | 15               | 9                | -                | -                |                  |                  |                  |                  |
| 1999             | 大宮             | 9                | J2               | 11               | 9                | 2                | 0                |                  |                  |                  |                  |
| 通算             | 日本             | 日本             | J2               | 11               | 9                | 2                | 0                |                  |                  |                  |                  |
| 通算             | 日本             | 日本             | 旧JFL            | 15               | 9                | -                | -                |                  |                  |                  |                  |
| 総通算           | 総通算           | 総通算           | 総通算           | 26               | 18               | 2                | 0                |                  |                  |                  |                  |